# J-League de 2001
A J-League de 2001 foi a nona edição da liga de futebol japonesa profissional J-League. Foi iniciada em março e com término em novembro de 2001.
O campeonato teve 16 clubes. O Kashima Antlers foi o campeão, sendo o vice Verdy Kawasaki.